# 電解質
電解質（でんかいしつ、英語: electrolyte）とは溶媒中に溶解した際に、陽イオンと陰イオンに電離する物質のことである。これに対し、溶媒中に溶解しても電離しない物質を非電解質という。

一般に電解液は電気分解が起こる以上の電圧をかければ電気伝導性を示すが、電解液でないものは電気抵抗が大きい。また、ほとんど溶媒中に溶解しないものは電解質にも非電解質にも含まれない。
溶融した電解質や固体の電解質というものも存在する。

つまり、物質を水に溶かしたとき、イオンになるものとならないものがあり、電気を通す物質はイオンになるものである。これを電解質という。
電解質溶液は十分に高い電圧（一般に数ボルト程度）をかけると電気分解することが可能である。「電解質」という名称はこのことから付けられた。電気分解を起こすことのできる理論分解電圧 V ′ はギブス自由エネルギー変化と以下の関係にある。実際には過電圧のため理論分解電圧より高い電圧を必要とする。
{\displaystyle \Delta G=nFV'}
ここでF はファラデー定数である。

## 解説
一般的には電解質は酸、塩基または塩のような物質である。さらに、高温低圧の条件下においては、一部の気体も電解質として振舞う。
電解質は通常、塩が水のような溶媒中に溶かされ、個々の溶質の粒子が溶媒分子の力により分散したときに生じる。この、溶液がイオンをばらばらにしたまま保持する力を表す過程を解離という。塩は陽イオンおよび陰イオンがイオン結合で結びついている化合物であり、比誘電率の高い極性溶媒中では、イオン間の静電気力が減少し、さらに溶媒和によりイオンが安定化されるため電気を帯びたイオンに分離する。
電解質は、そのイオン濃度が濃いときは「濃～」、薄いときは「希～」と書かれることがある。もし溶質のほとんどの割合が自由イオンに解離するのであれば、その溶液は「強電解質」溶液であり、溶質のほとんどが解離しないのならば、それは「弱電解質」溶液である。
電解質の特性は、その溶液中に含まれる元素や化合物を電気分解を使って抽出することで知ることができる。

## 生理学上の電解質
生理学上で重要になる電解質のイオンは、ナトリウムイオン (Na+)、カリウムイオン (K+)、カルシウムイオン (Ca2+)、マグネシウムイオン (Mg2+)、塩化物イオン (Cl−)、リン酸イオン (PO43−)、および炭酸水素イオン (HCO3−)などである。
これらのプラスやマイナスで表される電荷は、その物質が持つイオンの性質を表しており、電子配置の不均衡を示している。これは化学的な解離の結果生まれるものである。
すべての高等生物は細胞の内外において微妙で複雑な電解質の平衡が必要である。特に、電解質の浸透圧の勾配を維持することが重要である。このような勾配が、人体の給水、血中のpHを制御するのに影響しており、また、神経と筋肉の活動にとって不可欠である。
筋組織と神経線維は両方とも、人体で電気的な組織と考えられている。筋肉と神経線維は細胞外体液と細胞内体液の間の電解質の活動によって動作する。電解質は、プラズマ半透膜にあるイオンチャネルと呼ばれる専用のタンパク質構造を経由して、細胞膜を出入りする。例えば、筋肉の収縮は、カルシウム、ナトリウム、カリウムの存在に依存している。こうした主要な電解質が適正なレベルでないと、筋肉は弱くなったり、極端な筋肉の収縮が起こることがある。
電解質バランスは経口、または緊急時にあっては電解質を含む輸液によって維持される。また、ホルモンによって調整されている。一般的には腎臓から余剰分を放出する。ヒトにおいては、電解質の恒常性（ホメオスタシス）は、抗利尿ホルモン、アルドステロン、および副甲状腺ホルモンといったホルモンによって調整されている。
脱水（熱中症）や水の過剰摂取（水中毒）のような、極端な電解質の不均衡が起こった場合、心臓や神経に合併症が起こることがあり、速やかに改善されないと医学的緊急事態になる。

### 測定
診断の一手順として、血液検査や尿検査を通じて電解質の測定が一般的に行われている。これらの検査結果の解釈は、病歴の分析なくしてはしばしば無意味である。また、同時に腎機能を検査しなければ、解釈することは全く不可能である。もっとも頻繁に測定されるのはナトリウムとカリウムである。血中ガス検査を除いては、塩素レベルを測定することはまれである。これは、塩素レベルはナトリウムのレベルと関連しているためである。尿に対して測定される重要な試験のひとつに、電解質の不均衡を発見するための比重測定がある。

### 栄養学的な重要性
経口給水療法においては、運動、過剰な発汗、下痢、嘔吐または飢餓による脱水の後で、体内の水と電解質のレベルを補給するためにナトリウム塩とカリウム塩を含んだ電解液を用いる。こうした人に純水を与えるのは、液体レベルを回復するには最善手ではない。体細胞中の塩類を薄め、その化学的はたらきを妨げるからである。これは水中毒に至ることもある。
スポーツドリンクは、一般にエネルギーを補給する目的で大量の炭水化物が添加されている。こうした大衆向け飲み物は、栄養学的なニーズに合わせて、アイソトニック（浸透圧が血液のそれに近い）、ハイポトニック（浸透圧が低い）、およびハイパートニック（浸透圧が高い）といった種類がある。
スポーツドリンクは非常に大量の糖分を含んでいるため、子供が日常的に飲むことは推奨できない。むしろ、専用に調合された、市販の電解液が推奨される。
また、スポーツドリンクは下痢による体液損失を補うことにも適さない。スポーツドリンクの役割は、電解質の損失を予防することであって、既に発生した電解質の不均衡を回復するにはまったく不足なのである。主要な電解質イオンの補給のためには、医療用の給水パックが用いられる。歯科医は、スポーツドリンクを常用する人は、虫歯予防についての注意書きをよく読むべきであると推奨している。
電解液とスポーツドリンクは、適切な比率の砂糖、塩、および水を使って、家庭で調合することもできる。

## 電気化学における電解質
電解液に二本の電極を入れて電圧をかけると、電解液は電気を通す。通常、裸の電子は電解質を通ることはできないが、代わりに、陰極では陰極から電子を受け取る反応すなわち還元反応が、また陽極では陽極に電子を奪われる化学反応すなわち酸化反応が起こる。この結果、陰極の回りに負の電荷の雲が発達し、陽極の回りには正の電荷が蓄積する。電解液の中のイオンはこれらの電荷を中和するように移動し、反応が継続し電気が流れ続けるのである。
例えば、食塩（塩化ナトリウム）の希薄水溶液においては、陰極の反応は次の通り。
2 H2O + 2 e− → 2 OH− + H2
こうして、水素ガスが泡になって発生する。一方陽極での反応は次の通り。
2 H2O → O2 + 4 H+ + 4 e−
および
2 Cl− → Cl2 + 2 e−
こうして、酸素および塩素が放出される。
正の電荷を持つナトリウムイオンNa+は陰極へ移動し、そこにあるOH−の負の電荷を中和する。そして負の電荷を持つ塩化物イオンCl−は陽極へ移動し、そこにあるH+の正の電荷を中和する。電解質から生み出されるこれらのイオンが無いと、電極の周りの電荷が電子の流れを妨げる。なぜなら、H+とOH−の水中の拡散は、はるかに数が多い塩のイオンの移動よりも少ないからである。
電解質の導体は、金属－電解質界面での化学反応が有益な効果を生むような電子機器に用いられる。
- 電池では、互いに異なる電気親和性を持つ2つの金属が電極として使われている。電池の中が電解質イオンによって閉回路になるとき、電子が一方の電極から他方の電極に流れる。こうして電極の化学反応が電解質に蓄えられた化学エネルギーを少しずつ消費していく。
- 一部の燃料電池では、水素と酸素を別々に保持している板の間を、固体の電解質（またはプロトン伝導体）が電気的に接続している。
- 電気めっき槽では、電解質がめっきされる材質の上に金属を付着させると同時に、回路の構造を電気的に接続している。
- 電力計においては、二つの薄い水銀の層が、電解質で充填された薄い隙間を挟んでいる。電荷がこの装置を通過するに連れて、一方では金属が溶け、もう一方に蓄積するので、目に見える隙間がだんだん動いていく。
- 電解質コンデンサでは、極めて薄い「誘電体」または「絶縁体」のコーティングを作るのに電解質の化学反応が使われる。電解質の層が一枚のコンデンサの壁としてはたらいているのだ。
- 一部の湿度計では、空気の湿度を計るのにほとんど乾燥した電解質の電導度を測定する。
- 高温で軟らかくなったガラスは電解質の導体となるため、一部のガラス工場では大量の電気を通すことでガラスを融けたままに保つ。
- ナトリウム・硫黄電池ではβアルミナが電解質として使用される。

また電気化学および溶液化学の測定において、イオン強度を調整するために、過塩素酸ナトリウムなど配位力の弱い電解質が用いられる。

## 電離度
電解質を溶解した際に、実際に電離している物質のモル比を示したものを電離度（でんりど）という。記号 α で表すことが多い。
電離度が 1 に近い物質を強電解質 (strong electrolyte)、電離度の小さい物質を弱電解質 (weak electrolyte) という。また、電解質にはイオン性化合物のものと分子性化合物のものがある。
電離度は濃度の影響を大きく受け、濃度があがるにつれて小さくなり、反対に無限に希釈した場合は 1 になる。このため、物性の指標としては扱いにくく、pH の計算などでは電離平衡を考えた平衡定数を用いる場合が多い。
また、温度および圧力依存性も示し、電離に対するエンタルピー変化が負であるものは温度上昇により電離度が減少する。
{\displaystyle \left({\partial \ln K \over {\partial T}}\right)_{P}={\Delta H^{\circ } \over {RT^{2}}}}
また電離により電荷を持つイオンに対する溶媒和の程度が増大し体積変化は負であることが多いため、一般的に圧力増大により電離度は上昇する。
{\displaystyle \left({\partial \Delta G \over {\partial P}}\right)_{T}=\Delta V}